# ورخنیه تاتیشلی
ورخنیه تاتیشلی (انگلیسی: Verkhniye Tatyshly) یک شهرک در شهرستان تاتیشلینسکی استان باشقیرستان کشور روسیه است.